# Перес де Ита, Хинес
Хине́с Пе́рес де И́та (исп. Ginés Pérez de Hita; 1544, Мула, Мурсия — 1619[…], Барселона) — испанский писатель и хронист, один из основоположников жанра исторического романа в Европе.

## Биография
Точных данных о жизни писателя сохранилось немного. Хинес Перес де Ита родился в 1544 году в провинции Мурсия. По косвенным данным, предполагают, что Перес де Ита появился на свет в городке Мула, где фамилия "Ита" была одной из самых распространенных. В 1569—1571 годах был участником подавления восстания морисков. Если верить его мемуарам, в этой истребительной войне Перес де Ита проявил большое благородство духа и гуманность. Позже он с гордостью вспоминал, что при разрушении испанцами города Феликс ему удалось спасти двадцать женщин и грудного ребенка. По окончании войны вернулся в Мурсию. В 1572 году написал поэму (рифмованную хронику) «Книга о жителях и подвигах города Лорка». Широкой известности поэма не заслужила, в настоящее время рукопись хранится в Национальной библиотеке в Мадриде. Второй поэтический опыт — поэма «Семнадцать книг Дареса о Троянской войне». Это произведение является переложением испанской «Троянской хроники» Педро Нуньеса Дельгадо, которая сама была переложением латинской «Истории разрушения Трои» Гвидо делле Колонне (конец XIII века). Рукопись (предположительно, автограф) этой поэмы датируется 1596 годом и находится в той же Национальной библиотеке. «Троянская война» также не принесла автору особой славы. Однако напечатанная в это же время в Сарагосе прозаическая «Повесть о раздорах Сегри́ и Абенсеррахов» пользовалась огромным успехом. Уже к 1631 году книгу издали 21 раз, а к концу XVII века известно 33 её издания. Эта повесть о последних годах гибнущей мусульманской Гранады, где уходящая рыцарская романтика сплеталась с мавританским колоритом и историческими описаниями Андалусии, является одним из первых (а, возможно, и первым) европейским историческим романом.
После этого Перес де Ита берется за свою последнюю книгу. Новое произведение во многом носит мемуарный характер и является уже не поэтической фантазией, а хроникой, повествующей о реальных событиях войны против морисков, участником которой был сам автор. Тем не менее, пользуясь успехом «Повести о Сегри́ и Абенсеррахах», автор называет свою хронику «Вторая часть гражданских войн в Гранаде», и с этих пор два разножанровых произведения существуют совместно как первая и вторая части книги «Гражданские войны в Гранаде». В предисловии к изданию «Повести» 1595 года говорится о предшествующем издании 1588 года, вышедшем в Алькале, а в некоторых документах начала XVII века упоминаются три части «Гражданских войн в Гранаде», однако о существовании более раннего издания (либо ещё одного произведения) никакой достоверной информации нет.
Дата смерти Химена Переса де Иты неизвестна, но предполагают, что он скончался около 1619 года.

## «Повесть о Сегри и Абенсеррахах»
Самая популярная книга Переса де Иты. Посвящена событиям, происходившим в Гранаде в последние годы перед взятием Гранадского эмирата Католическими королями и завершением Реконкисты. Повесть украшают около четырёх десятков пограничных и мавританских романсов. Книга изображает мавританскую Гранаду как рыцарское (в европейском понимании) королевство и пронизана глубоким уважением к побеждённым.

## Влияние
«Книга о жителях и подвигах города Лорка» впоследствии послужила главным источником произведения Педро Мороте Чуэкоса «Древности и славные деяния города Лорки» (1741).
Две части «Гражданских войн» пробудили у современников новый интерес к событиям Реконкисты, причем, с этих пор в центре внимания оказываются судьбы бывших врагов, которые заслуживают не меньшего уважения читателя, чем победители-христиане. Перес де Ита положил начало так называемому гранадскому жанру, который разрабатывался в испанской литературе до конца XIX века (пьесы Лопе де Вега, Кальдерона, Франсиско Мартинеса де ла Росы, романы Педро де Аларкона, Мануэля Фернандеса-и-Гонсалеса и др.). На второй части «Гражданских войн» основана драма Кальдерона «Любовь после смерти», Франсиско Мартинеса де ла Роса «Абен Гумейя, или Восстание морисков». Несколько идиллическая «Повесть о Сегри́ и Абенсеррахах» дала побеги в сентиментальной, галантной, романтической литературе и непосредственно повлияла на появление произведений «Альмаида, или Рабыня-королева» (1663) Мадлен де Скюдери, «Заида, испанская повесть» (1671)] мадам де Лафайет, «Завоевание Гранады, или Альмансор и Альмаида» Джона Драйдена, «Приключения последнего Абенсерага» Шатобриана, «Альгамбра» Вашингтона Ирвинга и др. В 1608 году вышел французский, в 1821 — немецкий переводы повести. Благодаря английскому переводу Томаса Родда (1801) с повестью познакомился Вальтер Скотт.
Большое количество использованных в «Гражданских войнах» старых народных, так называемых пограничных романсов, новых «мавританских» романсов, а также авторских романсов самого Переса де Иты, позволяет даже рассматривать «Гражданские войны» как своего рода романсеро — сборник романсов. Книги Переса де Иты поспособствовали популяризации и развитию романсов, особенно «мавританского» цикла.

## Произведения
- «Книга о жителях и подвигах города Лорка» (исп. Libro de la población y hazañas de la ciudad de Lorca), 1572 г.
- «Семнадцать книг Дареса о Троянской войне, ныне вновь извлечённые из древних и подлинных историй, в стихах, Хинесом Пересом де Ита, жителем города Мурсии» (исп. Los 17 libros de Daris de Bello Troyano ahora nuevamente sacado de las antiguas y verdaderas historias, en verso, por Ginés Pérez de Hita, vecino de la ciudad de Murcia. Año de 1596.), 1596 г.
- «Повесть о раздорах Сегри́ и Абенсеррахов, мавританских рыцарей из Гранады, о бывших там гражданских войнах и о стычках, происходивших в Гранадской долине между маврами и христианами, до тех пор, пока король дон Фернандо Пятый не взял Гранаду. Повесть заново извлечена из одной арабской книги, написанной очевидцем событий, мавром из Гранады по имени Абен Хамин, и излагает события с основания города. Переведена на кастильский язык Хинесом Пересом де Итой, жителем города Мурсии» (исп. Historia de los vandos de los zegries y abencerrages caualleros moros de Granada, de las ciuiles guerras que vuo en ella y batallas particulares que vuo en la Vega entre moros y christianos, hasta que el rey don Fernando Quinto la gano. Agora nueuamente sacado de vn libro Arauigo, cuyo autor de vista fue vn Moro llamado Aben Hamin, natural de Granada. Tratando defde fu fundacion. Tradvzido en castellano por Gines Perez de Hita.), 1595 г.
- «Вторая часть гражданских войн в Гранаде» (исп. Segunda parte de las guerras civiles de Granada, y de los crueles bandos entre los convertidos moros y Vezinos cristianos con el levantamiento de todo el reino. Y ultima rebellon sucedida en el año de mil quinientos sesenta y ocho. Y assimismo se pone su total ruina y destierro de los moros por toda Castilla; con el fin de las granadinas guerras por el rey don Felipe II de estenombre, por Gines Perez vecino de Murcia, dirigida de Excmo Sr Duque del Infantado, Mayordomo del Rey Nuestro Señor Don Felipe II deste nombre.), 1604 г.